# فرودگاه گیسبورن
فرودگاه گیسبورن (به انگلیسی: Gisborne Airport) یک فرودگاه همگانی با کد یاتا GIS است که یک باند فرود آسفالت دارد و طول باند آن ۱۳۱۰ متر است. این فرودگاه در کشور نیوزلند قرار دارد و در ارتفاع ۵ متری از سطح دریا واقع شده‌است.

## شرکت‌های هواپیمایی و مقصدهای پروازی
| شرکت‌های هواپیمایی                    | مقصدهای پروازی            |
| ------------------------------------ | ------------------------- |
| ایر نیوزلند لینک اجرا توسط ایر نلسون | اوکلند، ولینگتون          |
| سان‌ایر                               | همیلتون، رتروا، تائورانگا |